# Округ Вошито (Оклахома)
Вошито (енгл. Washita County) је округ у америчкој савезној држави Оклахома.

## Демографија
По попису из 2010. године број становника је 11.629, што је 121 (1,1%) становника више него 2000. године.
| Група             | 2000.          | 2010.         |
| Белци             | 10.406 (90,4%) | 9.989 (85,9%) |
| Афроамериканци    | 50 (0,4%)      | 80 (0,7%)     |
| Азијати           | 30 (0,3%)      | 25 (0,2%)     |
| Хиспаноамериканци | 516 (4,5%)     | 944 (8,1%)    |
| Укупно            | 11.508         | 11.629        |